# Nati nel 1238
| Questa pagina contiene informazioni ricavate automaticamente dalle voci biografiche con l'ausilio del template Bio e di un bot. L'aggiornamento è periodico e automatico e ricostruisce completamente la pagina. Se manca una persona in questa lista, sei pregato di non aggiungerla, ma accertati piuttosto che la sua voce biografica contenga il template Bio e che i dati anagrafici siano correttamente compilati. Se il template Bio manca, inseriscilo tu stesso o, in alternativa, metti l'avviso {{tmp\|Bio}} che ne segnala la mancanza. Se i dati riportati sono sbagliati, correggi direttamente la voce biografica; le modifiche saranno visibili in questa lista entro pochi giorni. Per chiarimenti vedi il progetto biografie. La lista contiene solo le 13 persone che sono citate nell'enciclopedia e per le quali è stato implementato correttamente il template Bio. Pagina aggiornata al 18 ago 2025. |

- 18 febbraio - Enrico Carlotto di Sicilia († 1253)
- 1º maggio - Magnus VI di Norvegia, re norvegese († 1280)
- 11 luglio - Dafydd ap Gruffydd, principe gallese († 1283)
- 2 ottobre - Mangrai, condottiero († 1317)
- Emilia Bicchieri, religiosa italiana († 1314)
- Bonavita da Lugo, francescano italiano († 1275)
- Fina da San Gimignano, santa italiana († 1253)
- Maurice FitzGerald, III signore di Offaly, nobile irlandese († 1286)
- Mainardo II di Tirolo-Gorizia, conte († 1295)
- Enrico di Montfort, nobile inglese († 1265)
- Pietro Armengol, religioso spagnolo († 1304)
- Ferdinando di Castiglia, nobile († 1264)
- Ugo XII di Lusignano, nobile francese († 1270)